# Fabrikantenvilla (Wegenstedt)
Die Fabrikantenvilla in der Oebisfelder Straße 33/35 im Calvörder Ortsteil Wegenstedt  steht unter Denkmalschutz.

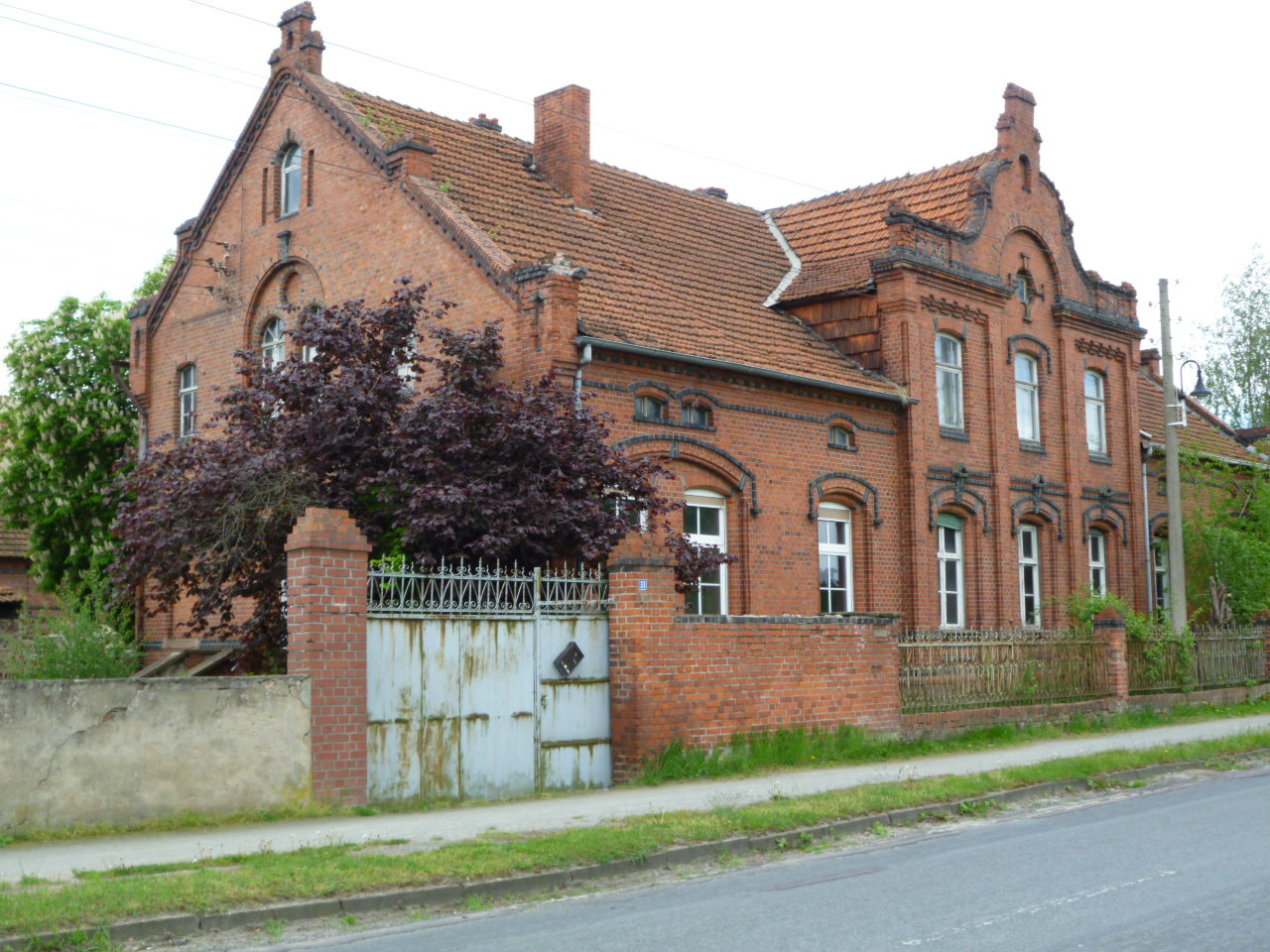
Fabrikantenvilla

## Beschreibung
Diese Fabrikantenvilla ist die einzige dieser Art in Wegenstedt. Sie steht außerhalb der Ortslage. Diese Villa gehörte einst mit zu einer Ziegelei, die in Wegenstedt ihren Sitz hatte. Das Bauwerk entstand um 1890. Der üppige Ziegelbau, eine Historismusform, besitzt einen straßenseitigen Mittelrisalit. Außergewöhnlich ist die Dekoration des Dachfirstes hinter dem Giebel des Risalits mit tönernen Tierfigürchen. Die Villa ist vor allem architektonisch ein sehr qualitätvoller Wohnbau von städtebaulichem Anspruch mit originellen Details.